# National Professional Soccer League (Sud-àfrica)
|  | No s'ha de confondre amb National Professional Soccer League. |

La National Professional Soccer League (NPSL) fou una lliga de futbol de Sud-àfrica que es disputà entre els anys 1971 i 1995. Durant els anys de l'apartheid aquesta lliga era disputada per la comunitat negra. Amb l'aparició de la National Soccer League l'any 1984, aquesta passà a un segon nivell i acabà desapareixent.

## Historial
Font:
- 1971: Orlando Pirates
- 1972: AmaZulu
- 1973: Orlando Pirates
- 1974: Kaizer Chiefs
- 1975: Orlando Pirates
- 1976: Orlando Pirates
- 1977: Kaizer Chiefs
- 1978: Lusitano Club
- 1979: Kaizer Chiefs
- 1980: Highlands Park
- 1981: Kaizer Chiefs
- 1982: Durban City
- 1983: Durban City
- 1984: Kaizer Chiefs
- 1985: No es disputà
- 1986: Vaal Professionals
- 1987: Vaal Professionals
- 1988: Vaal Professionals
- 1989: Real Sweepers
- 1990: De Beers
- 1991: Oriental Spurs
- 1992: Arcadia Shepherds
- 1993: No es disputà
- 1994: No es disputà
- 1995: Witbank All Stars